# ディフェンダー (ゲーム)
『ディフェンダー』（Defender）は1980年にウィリアムスが開発したアーケードゲームで任意横スクロールのシューティングゲーム。ゲームデザインと製作はユージン・ジャーヴィスで翌1981年にゲームオブザイヤーを受賞。日本ではタイトーが輸入販売元となっている。
世界初のスクロールするシューティングゲームである他にもその後のシューティングゲームに多大な影響を及ぼしている。

## 概要
2方向レバー（上下）と5ボタンで自機を操作。左手でレバーとその上の方向転換ボタン。右手で4つのボタン（ワープ、加速、ショット、スマートボム）を担当する。
自機の移動は、上下方向はレバーのみで可能であるが、左右方向は方向転換ボタンで向きの切り替え、加速ボタンでその方向に移動する方式のため慣れるまでに時間がかかる。
ショットは非常に長いものが高速で連射可能。その後のシューティングゲームでのレーザーの表現の定番となっている。
スマートボムは、画面上の敵を一瞬で全滅させる強力な武器であるが、使用回数に制限がある（1万点毎に自機と共に1つ増えるのみなので、1面クリアに1発以上使用するとすぐに使い切る）。
ワープを使用すると、マップ内にランダムに移動する。ワープの使用回数に制限はなく、緊急回避や高速移動に使えるが、移動先はランダムなうえ、ワープ直後に自機が停止するため、ワープ先の近くに敵がいる場合は高確率でやられてしまう。
画面上部にはマップの詳細な情報（地形、自機、敵、人間。つまり全てのキャラクター位置）が表示されており高速スクロールによるゲームの破綻を防止している。
ルールはマップ上の敵を全滅させるとクリアであるが、このゲームは、ただ敵をやっつけるだけでなく、ランダーという敵が常に地上にいる人間を画面上部へとさらおうとする所がポイントである。もし最上部までさらわれるとランダーは人間と合体してミュータント（敵）に変化し、高速で飛来して自機を襲うようになる。人間の救出方法は、さらわれている間にランダーをやっつけ、地上に無事に戻すことである。
このとき、ある程度高い位置から人間が自然落下して地上に激突すると死亡してしまうため、落下する人間に自機を重ねてぶら下げ、地上まで連れて行く必要がある。なお、人間をショットで撃つと死亡する（罰則はない）。人間が全滅しても即ミスやゲームオーバーという訳ではないが、地上の防衛シーンから地表が爆発して宇宙空間での戦闘シーンに変わると同時に、全ランダーがミュータントに最初から変化した状態となるため、クリアが難しくなる。ただし、人間は5面毎に復活し、地上の防衛シーンに戻る。
クリア時、マップ内の人間を守りきると人数に合わせたボーナス得点が得られる。

## 敵
敵機の攻撃は「体当たり」と、斜めにも飛ぶ遅い「弾」が主である。これに対して自機の弾は高速ながら水平方向にしか飛ばないことでゲームバランスをとっている。
ランダー
アポロ着陸船のような形をしているエイリアン。上空にワープ・インして地上すれすれを飛び、人間を見つけるとこれを持ち上げて画面上部まで上昇する。画面上端に達すると人間と融合してミュータントとなる。自機に対しては「弾」による攻撃を行う。縦幅があり、もっとも撃墜しやすい。
ミュータント
高速で飛来し、自機に対しては「弾」と体当たりを仕掛ける。自機の画面に入るとその射線に乗らないように上・下あるいは後方から接近しようとするため、単純な撃墜が困難である。飛行速度は全速の自機よりも遅いので振り切ることが出来る。
バイター
クリアーに時間がかかっているとワープインして「弾」と体当たりで攻撃してくる、永久パターン防止のための円盤形エイリアン。薄いため自機の弾が当たりにくい。さらに、自機よりも高速移動できるため、原則振り切ることが出来ず、一旦接近を許すと自機をワープさせない限り射線に捉えることが難しくなる。最も撃墜が困難な敵だが、撃墜しなくても面をクリアできる。
ボンバー
箱形をしたエイリアンで、斜めに直線的に飛行しながら空中に機雷をおいていくが、それ以外の攻撃は行わない。機雷は一点時間たつと消える。
ポッド
スワーマーが一杯入っている星形のエイリアン。得点が高い。漂っているのみで、この状態では攻撃を行ってこない。破壊すると中から10機弱のスワーマーが現れる。
スワーマー
栗の形をした最も小さなエイリアン。自機を見つけると直線的に接近しつつ、正確に「弾」による攻撃を行ってくる。飛行速度は速くないため、自機で振り切ることが可能。

## 評価
ゲーム文化保存研究所・所長の大堀康祐は、アリカ創設者の西谷亮との対談の中で、個人的には大好きだがしっくりこない作品として本作を挙げており、その理由として機能ごとにボタンが振り分けられていてロマンを感じるが、いざ遊ぶと思い通りにいかないと説明している。西谷もその点に関して同意しており、自分も満足できるほど操作できなかったと振り返っている。

## 続編
本作の欠点でもあった操作の複雑さは、その後のゲームで改善されていく事になる。
- スター・ゲイト - 海外での正式タイトル名は『ディフェンダー2』。日本国内ではHAL研究所により ファミコンにも移植されている（発売日：1987年9月24日）。

## 関連作品
- 1981年 - スクランブル（コナミ）
- 1981年 - スペースシーカー(タイトー)
- 1983年 - ジュノファースト（コナミ）
- 1986年 - ファンタジーゾーン（セガ）
- 1986年 - バルトロン（東映動画）